# Cnemaspis uttaraghati
Cnemaspis uttaraghati — вид ящірок з родини геконових (Gekkonidae). Описаний у 2021 році.

## Поширення
Ендемік Індії. Поширений на півночі Західних Гат в окрузі Ахмаднагар у штаті Магараштра.